# Isaac Singer
Isaac Merritt Singer (sinh ngày 27 tháng 10 năm 1811 – mất ngày 23 tháng 7 năm 1875) là diễn viên, doanh nhân và là một nhà phát minh người Mỹ. Ông đã thực hiện những cải tiến quan trọng trong thiết kế của máy may và là người sáng lập Công ty máy may Singer. Nhiều người đã có bằng sáng chế máy may trước của Singer, nhưng sự thành công của ông dựa vào sự thiết thực từ sản phẩm của ông làm ra. Singer là cha của ít nhất 24 dứa trẻ với vợ và những tình nhân.